# Успение Богородично (Варна)
 Тази статия е за варненската катедрала.  За по-старата варненска църква, също посветена на Успение Богородично вижте Света Богородица Малка (Варна).  
Вижте пояснителната страница за други значения на Успение Богородично.
„Успение Богородично“ е най-голямата църква в град Варна, България, катедрала на Варненската и Великопреславска епархия на Българската православна църква, намира се близо до центъра на града.

## История
В 1879 година императорският комисар начело на Временното руско управление в България княз Александър Дондуков-Корсаков при посещението си във Варна остава разочарован от състоянието на българската църква „Свети Архангел Михаил“ и заявява, че е готов да помогне за издигането на представителна българска църква в града. На 9 ноември 1879 г. екзархийският митрополит Симеон Варненски свиква православните българи от Варна да изберат 8-членна комисия, която да се погрижи за събиране на помощи и построяване на църква и училище.
Градежът е оценен на 300 – 400 хиляди франка. Събраните от доброволни дарения 15 000 франка са бързо изразходени, затова била разиграна и лотария от 150 000 билета по 2 лева. Варненската община станала гарант на отпуснатите от правителството 100 000 лева, като започва поетапно да погасява този заем през следващите години.
На 22 август 1880 г. след тържествен молебен, отслужен от митрополит Симеон в присъствието на много българи и арменци, княз Александър I Български подписва с комисията следния акт:
| „ | Во имя Отца и Сина и Святаго Духа: Днес лето от Спасителя хиляда и осемстотин и осемдесет, месец август двадесет и втор ден, петък часа десет преди пладне, по съгласието на всичките Български граждани, и с благословението на Варно-Преславский Митрополит Симеон, в време пребиваването в града ни на Негово Височество Българский княз Александър I, реши се въздигането в гр. Варна Българский храм в Памет и Чест на Успение Пресвятия Богородици за спомен на приснопамятната Българска Благодетелка Нейно Величество Всерусийската Императрица Мария Александрова, Августейшата леля на Българский княз Александър I, който благоволи сам да положи основний камък и подпише настоящия акт. | “ |

След водосвета Александър I помилва всички варненски затворници, на които им оставали три месеца до края на присъдата. Името на храма е избрано в памет на починалата през юни императрица Мария Александровна, леля на княз Александър I.
Първоначално избраното място в градинката зад по-късно издигнатата Часовникова кула не е одобрено от княза, който измества малко между казармите и болницата, в края на стария град, където е по-високо и има по-голяма площ, която ще позволи оформянето на градина около храма.

## Архитектура
Строителството започва веднага и продължава шест години. За строежа са използвани предимно материали от Варненско: запазени дялани камъни от разрушената крепостна стена на града; за фасадата е доставен материал от района на селата Саръгьол и Еникьой; вътрешните колони са от твърд камък от местността Ташлъ тепе; външните колони под прозорците са от русенски камък; сводовете са от варовит бигор. Медните листове за покрива са доставени от Англия от Величко Христов. От Англия пристигат и две подемни машини за вдигане на каменни блокове.
Първоначално архитект на храма е Василий Маас от Одеса и е по модел на „Св. св. Петър и Павел“ в Петерхоф. Маас обаче скоро поисква повече пари от предвидените в договора 6000 лева. Комисията откупва плана му, прекратява договора с Маас и използва плана на общинския архитект, чеха П. Купка. Комисията неуспешно се опитва да ангажира за майстор строител Никола Фичев и временно работата ръководи Васил Иванов от Варна. На 9 октомври 1882 г. комисията ангажира като архитект майстор Янко Костанди, автор и на храма „Свети Николай“ в града. На 15 март 1884 г. комисията възлага ръководството на строежа на тревненския майстор Генчо Кънев.
Храмът е издигнат през 1885 година. През септември е завършен покривът и на 30 август 1886 година е отслужена първата литургия.
Църквата е с размери 46,55 х 35 m. В архитектурно отношение е трикорабна базилика, като главният олтар е посветен на светото Успение Богородично, северният – на Свети Александър Невски, а южният на Свети Николай.
В 1941 – 1943 година е доизградена камбанарията, висока 38 m и куполите, направено е парното и е подменена покривната конструкция. Така църквата става една от най-високите в страната след катедралния патриаршески храм „Свети Александър Невски“ в София.
Размерите на храма са:
- височина на храма – 47,92 m
- дължина на храма – 46,55 m
- ширина на храма – 35 m
- височина на камбанарията при върха на купола ѝ – 43,48 m
- височина на позлатения кръст над нея – 4,44 m
- височина на централния купол при върха му – 34,13 m
- височина на позлатения кръст над него – 5,03 m

## Интериор
Архиерейският трон е изработен през 1897 година от резбаря Нико Мавроди. По-късно дебърският майстор резбар Иван Филипов изработва и иконостаса. Иконостасът е не по проект на Филипови, а по проект, наложен им от архитект Никола Лазаров. За пръв път в този иконостас е нарушена дълголетната традиция на Дебърската резбарска школа, която използва предимно растителни и животински мотиви и е включена плетеницата, съществувала като украса в много по-далечното минало.
Видният дебърски зограф и резбар Кузман Макриев заедно със сина си Макрий Кузманов и племенника си Овентий Исачев изработва амвона и проскинитариите.
През 1901 г. цар Николай ІІ изпраща 42 малки и 3 големи икони от Николай Богошки, а през 1904 г. още осем икони за средните и северните врати. В 1911 година подът на храма е застлан с разноцветни керамични плочки, а след четири години е готов балконът.
Изографисването на храма започва след 1949 г., под ръководството на Николай Ростовцев, който дарява стенописите в притвора. Завършва през 1951 година. Монтираните в 1952 година полилеи са на резбаря Петър Кушлев.

## Последващи ремонти
През 2000 г. старите медни куполи, покрити с благородна зелена патина, са боядисани със златна и сребърна боя.
2003 г. – реставриране на стенописите, поставено външно осветление.
Нов ремонт на куполите започва през 2020 г. – пълен ремонт на покрива и ламаринените обшивки, както и ремонт и позлата на петте купола и кубето на камбанарията.

## Галерия
- Катедралата през годините
- 1906 г.
- 1910 г.
- 1935 г.
- 2002 г.
- 2003 г.
- 2014 г.
- Катедралата през нощта, 2016 г.